# Pas de Jama
El Pas de Jama (castellà: Paso de Jama) és un coll fronterer entre les repúbliques de Xile i Argentina, situat en la serralada dels Andes a una altura de 4.200 metres sobre el nivell mitjà del mar. Uneix la II Regió d'Antofagasta, Xile amb la Província de Jujuy, Argentina a través de la ruta 27-CH de Xile i la Ruta Nacional 52 de Argentina. La ruta està asfaltada i el pas queda habilitat tot l'any excepte en cas de nevades fortes.